# تلخاب (آغاجاری)
تلخاب، روستایی از توابع بخش جولکی شهرستان آغاجاری در استان خوزستان ایران است.

## جمعیت
این روستا در دهستان سرجولکی قرار دارد و براساس سرشماری مرکز آمار ایران در سال ۱۳۹۰، خالی از سکنه بوده‌است.